# 부산 BSW 플레이어스 WFC
부산 BSW 플레이어스 WFC(Busan BSW Players Women's Futsal Club)는 대한민국 부산광역시에 있었던 풋살 선수단이다. 여자 아마추어 풋살단이며, 2018년에 창단되었고 2020년에 해단되었다.

## 참고 문헌
- “스포츠지원포털 등록 현황”. 대한체육회.
- “KFA 통합경기정보 시스템”. 대한축구협회.